# 駒木 (流山市)

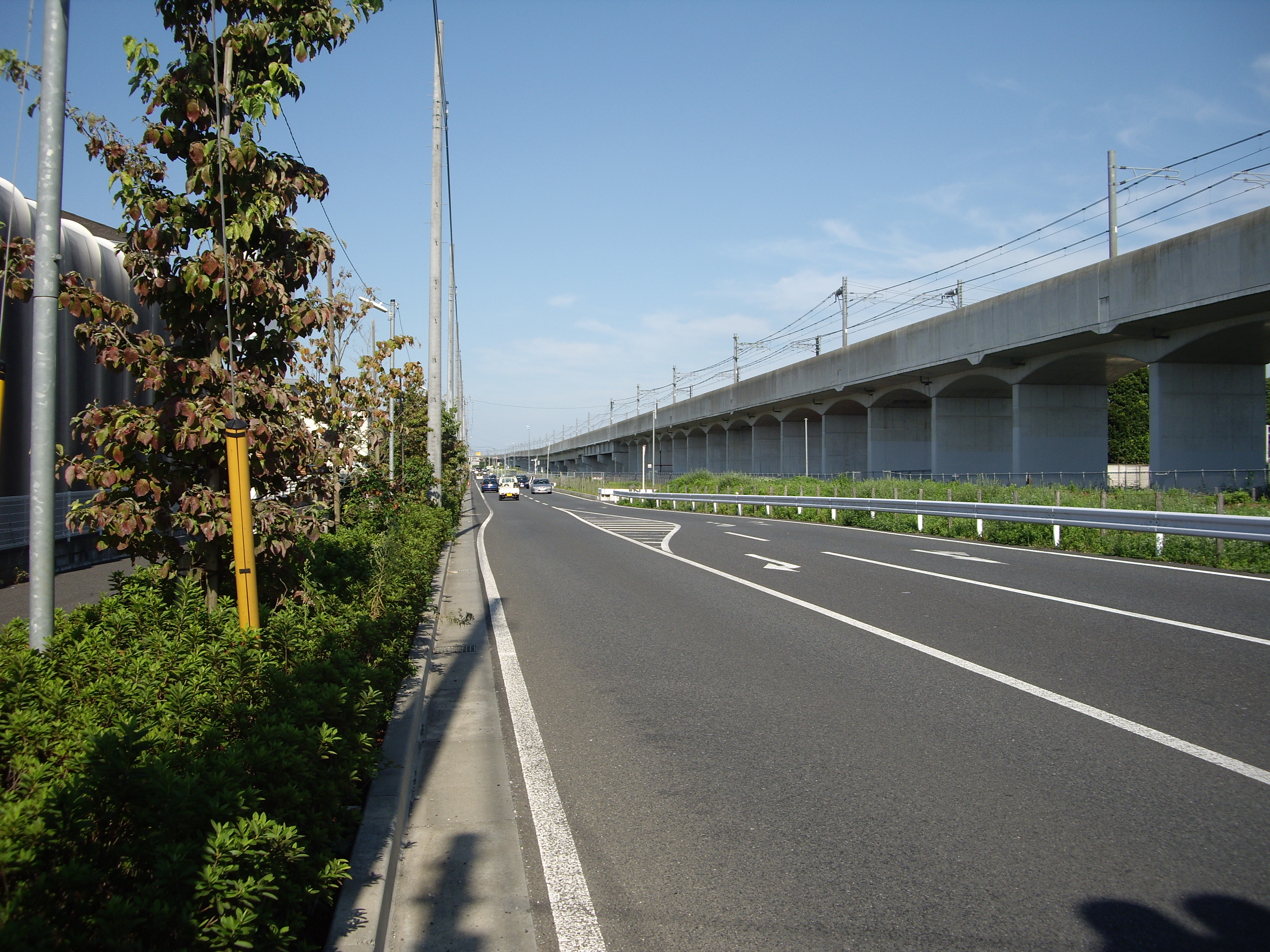
駒木・都市軸道路

駒木（こまぎ）は、千葉県流山市の地名。郵便番号は270-0132。

## 地理
流山市の中部に位置する。地域の一部は流山市の新拠点として都市再生機構により「流山都市計画事業新市街地地区一体型特定土地区画整理事業」（つくばエクスプレスタウン流山新市街地地区）が行われている。地域内を首都圏新都市鉄道つくばエクスプレス・東武鉄道野田線が通り、また、地域内に北総病院、江戸川大学がある。
東・北は柏市十余二、西は十太夫・美田、南は柏市豊四季と接している。また、柏市高田と篠籠田の間に、大堀川に沿う形で細長く伸びている。柏市中心部と柏の葉地区を結ぶ道路の、大堀川に架かる青葉橋は駒木に位置する。この細長い区域は、青葉橋のたもとに飲食店がある以外、ほとんど人家はないが、東端は数軒の住宅地となっている。この住宅地は柏市篠籠田と道路でつながっているが、流山市の他の地域とはつながっていない。

## 歴史

### 地名の由来
由来と考えられている説はいくつかあるが、どれが正確なものであるかははっきりしていない。説は2つ存在する。
- かつては｢古牧｣であり、駒木と変化した。
- 源義家が奥州征討時に当地にある諏訪神社の木に馬（駒）をつないだことから駒木とされた。

### 沿革
- 1869年（明治2年）　葛飾県葛飾郡駒木村となる。
- 1871年（明治4年）　廃藩置県により印旛県葛飾郡駒木村となる。
- 1873年（明治6年）　県の統合及び、郡の分割により千葉県東葛飾郡駒木村となる。
- 1889年（明治22年）　東葛飾郡思井村、芝崎村、前平井村、後平井村、古間木村、長崎村、中村、名都借村、野々下村、前ケ崎村、向小金新田、大畔新田、市野谷村、十太夫新田、駒木新田、青田新田、初石新田と合併し、東葛飾郡八木村大字駒木となる。
- 1951年（昭和26年）4月1日　流山町、新川村と合併し、東葛飾郡江戸川町大字駒木となる。
- 1952年（昭和27年）1月1日　江戸川町が流山町に改称。東葛飾郡流山町大字駒木となる。
- 1967年（昭和42年）1月1日　市制施行により、流山市大字駒木となる。

## 小字
駒木には11の小字が存在する。ここでは北から順に列挙する。
- 西新請（北西部が1971年（昭和46年）に美田に編入）
- 新請
- 上駒木（北西部が1971年（昭和46年）に美田に編入）
- 一番割
- 二番割
- 中溜上
- 堂台
- 中橋上（西部が昭和期に十太夫に編入）
- 駒木橋上
- 大下境
- 諏訪腰

消滅した小字
- 大溜上（全域が1971年（昭和46年）に美田に編入）

## 世帯数と人口
2017年（平成29年）11月1日現在の世帯数と人口は以下の通りである。
| 大字 | 世帯数    | 人口    |
| ---- | --------- | ------- |
| 駒木 | 2,366世帯 | 5,787人 |

## 施設
- 江戸川大学
- 江戸川学園おおたかの森専門学校
- えどがわ森の保育園
- 駒木ふるさとの森
- 成顕寺
- 諏訪神社